# Alfred Povlsen
Harald Alfred Povlsen, född 10 november 1852, död 21 februari 1934, var en dansk folkhögskoleman.
Povlsen var 1884–1922 föreståndare för Ryslinge folkhögskola, som under Povlsens ledning blev en av Danmarks största och mest ansedda. Han har utgivit Sokrates og hans Samtid.